# L'Enfant prodigue (Debussy)
Pour les articles homonymes, voir L'Enfant prodigue.

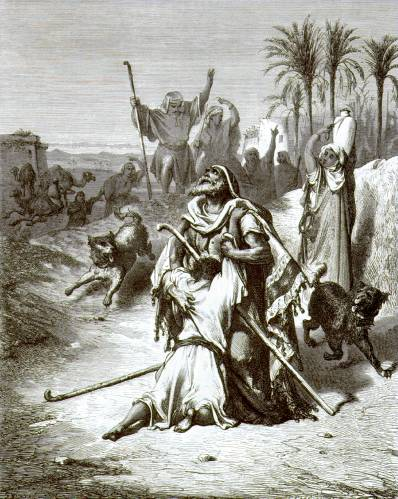
Gravure sur le Nouveau Testament

L'Enfant prodigue est une scène lyrique (cantate) en trois parties que Claude Debussy composa pour piano et voix sur un texte d'Édouard Guinand. Dédiée à Ernest Guiraud, l'œuvre fut créée par la soprano Rose Caron (Lia), le ténor Ernest Van Dyck (Azaël) et le baryton Émile-Alexandre Taskin (Siméon) à l'Académie des beaux-arts à Paris le 27 juin 1884 dans le cadre du concours du Prix de Rome, où elle valut le premier grand prix de composition musicale à Debussy par un vote de 22 voix sur 28. Par ce prix, le compositeur obtenait une pension de l'Académie des beaux-arts et un séjour de quatre ans à la villa Médicis, l'Académie de France à Rome, pour poursuivre ses études (1885-1887).
La deuxième version de l'œuvre, celle de 1907-1908, pour orchestre, piano et voix, fut orchestrée avec l'aide d'André Caplet, et la première de cette version fut dirigée par Henry Wood au Festival de musique de Sheffield.
Même s'il n'a pas été composé pour être mis en scène, L'Enfant prodigue a parfois été présenté sous forme d'opéra en un acte,. Le 16 novembre 1910 Alice Nielsen chante Lia dans la première américaine de L'Enfant prodigue à l'Opéra de Boston (en),. 

## Argument
À l'aube, Lia (soprano) se lamente de l'absence d'Azaël (ténor), son fils prodigue, proscrit après avoir quitté la maison pour courir les plaisirs du monde. Siméon (baryton) est las de la voir penser constamment à Azaël. Après l'apparition et la danse de jeunes villageois, Azaël entre et retrouve sa mère avec joie. Elle presse Siméon de pardonner à son fils et de bien l'accueillir, ce qu'il fait en demandant une célébration et en louant Dieu.

## Musique
1. Prélude
2. Air : "L'année, en vain chasse l'année ; Azaël, pourquoi m'as-tu quittée?" (Lia)
3. Récitatif : "Eh bien, encor des pleurs !" (Siméon)
4. Cortège et air de danse
5. Récitatif et air : "Ces airs joyeux ; Ô temps, à jamais effacé" (Azaël)
6. Récitatif et air : "Je m'enfuis" (Lia)
7. Duo : "Rouvre les yeux à la lumière" (Azaël et Lia)
8. Air : "Mon fils est revenu ; Plus de vains soucis" (Siméon)
9. Trio : "Mon cœur renaît à l’espérance" (Azaël, Lia et Siméon)